# Georges Espitallier
Georges Espitallier (né le 25 mai 1849 aux Sables d'Olonnes, mort le 13 février 1923 à La Chapelle-d'Aligné) est un ingénieur militaire et vulgarisateur français, promoteur des ballons dirigeables au début du XXe siècle. Il est également l'un des premiers auteurs de manuel de béton armé pour le calcul des ossatures de bâtiments.

## Biographie
Polytechnicien et officier du corps du génie, il est promu capitaine à sa prise de poste à Haïphong, au mois d'octobre 1875. Chargé vers 1887 de créer une compagnie d’aérostiers au régiment du génie de Grenoble, il quitte le service actif avec le grade de lieutenant-colonel en 1897. Pionnier de la préfabrication et de la construction par ossatures tubulaires, c'est un proche de Gustave Eiffel. Rendu à la vie civile, il se tourne vers l'enseignement : il est professeur de béton armé à l'École d'application de Fontainebleau  en 1911 et à l'École Spéciale des Travaux Publics. Il conserve une passion pour les « moins lourds que l'air » et collabore avec Charles Renard aux ateliers de dirigeables de Chalais-Meudon. Il est secrétaire-général puis vice-président de la Commission permanente internationale d'aéronautique, et représente cette institution au 5e Congrès d'aérostation scientifique en 1906 à Milan.
Il écrit des romans de science-fiction et d'anticipation sous le pseudonyme de Georges Béthuys.

## Romans et essais
- G. Espitallier, Les Ballons et leur emploi à la guerre (1887)
- G. Béthuys, Les Aérostiers militaires[3] (1889)
- G. Espitallier, Les Constructions démontables et leurs emplois militaires (1893), éd. Berger-Levrault (35 p.)
- Pratique des ascensions aérostatiques (Paris: G. Maison, 1900)
- G. Espitallier, Le Rôle de l'ingénieur colonial et les travaux aux colonies (2e éd. 1904), éd. Challamel, Paris (122 p.)
- G. Espitallier et F. Durand, Ponts improvisés, ponts militaires et ponts coloniaux (1909), éd. Doin, Paris et Liège
- G. Béthuys. L'Homme en nickel (1910)
- G. Espitallier, La Technique du ballon (1917)
- G. Espitallier, Cours de béton armé (2 vol.), éd Eyrolles, 10e éd. 1925 (rééd. et rév. par M. Regimbal en 1931 et 1950)